# Jardin Exotique
Jardin Exotique (monegassisch Giardin esoticu) ist ein Stadtbezirk (französisch quartier) im Fürstentum Monaco. Er entstand 2013 aus der Fusion der bis dato eigenständigen Stadtbezirke La Colle und Les Révoires. Der neu geschaffene Stadtbezirk weist eine Fläche von 0,23 Quadratkilometern (23,49 Hektar) auf. Er grenzt an die monegassischen Stadtbezirke Les Moneghetti, La Condamine und Fontvieille sowie an die französischen Gemeinden Cap-d’Ail und Beausoleil. Namengebend für den Stadtbezirk ist der Exotische Garten von Monaco.